# Kurów (Ukraina)
Kurów (ukr. Курів) – wieś na Ukrainie, w  obwodzie iwanofrankiwskim, w rejonie halickim.